# Фолк (округ)
Округ Фолк (англ. Faulk County) располагается в штате Южная Дакота, США. Официально образован в 1873 году. По состоянию на 2010 год, численность населения составляла 2364 человек.

## География
По данным Бюро переписи США, общая площадь округа равняется 2605 км2, из которых 2590 км2 суша и 14 км2 или 0,55 % это водоёмы.

## Население
По данным переписи населения 2000 года в округе проживает 2 640 жителей в составе 1 014 домашних хозяйств и 708 семей. Плотность населения составляет 1,00 человек на км2. На территории округа насчитывается 1 235 жилых строений, при плотности застройки около 0,00-ти строений на км2. Расовый состав населения: белые — 99,47 %, афроамериканцы — 0,08 %, коренные американцы (индейцы) — 0,15 %, азиаты — 0,04 %, гавайцы — 0,00 %, представители других рас — 0,27 %, представители двух или более рас — 0,00 %. Испаноязычные составляли 0,23 % населения независимо от расы.
В составе 28,90 % из общего числа домашних хозяйств проживают дети в возрасте до 18 лет, 63,40 % домашних хозяйств представляют собой супружеские пары проживающие вместе, 3,40 % домашних хозяйств представляют собой одиноких женщин без супруга, 30,10 % домашних хозяйств не имеют отношения к семьям, 29,10 % домашних хозяйств состоят из одного человека, 16,30 % домашних хозяйств состоят из престарелых (65 лет и старше), проживающих в одиночестве. Средний размер домашнего хозяйства составляет 2,56 человека, и средний размер семьи 3,18 человека.
Возрастной состав округа: 26,60 % моложе 18 лет, 5,40 % от 18 до 24, 23,10 % от 25 до 44, 22,00 % от 45 до 64 и 22,00 % от 65 и старше. Средний возраст жителя округа 42 лет. На каждые 100 женщин приходится 99,80 мужчин. На каждые 100 женщин старше 18 лет приходится 97,70 мужчин.
Средний доход на домохозяйство в округе составлял 30 237 USD, на семью — 34 508 USD. Среднестатистический заработок мужчины был 25 085 USD против 16 346 USD для женщины. Доход на душу населения составлял 14 660 USD. Около 12,60 % семей и 18,10 % общего населения находились ниже черты бедности, в том числе — 24,60 % молодежи (тех, кому ещё не исполнилось 18 лет) и 7,80 % тех, кому было уже больше 65 лет.